# Víkarfjørður
Víkarfjørður är en vik på södra delen av Suðuroy i Färöarna (Kungariket Danmark).   Den ligger i sýslan Suðuroyar sýsla, i den södra delen av landet, 60 km söder om huvudstaden Torshamn och 6 km norr om Färöarnas sydligaste punkt, Akraberg. Vid infarten till havsviken på dess södra del finns holmen Baglhólmur.